# Това започна в Неапол
„Това започна в Неапол“ (на английски: It Started in Naples) е романтична комедия на режисьора Мелвил Шавелсън, която излиза на екран през 1960 година.

## Сюжет
Майкъл Хамилтън е филаделфийски адвокат, който пристига в Италия, за да се погрижи за имотите на своя починал брат. Замаян от изненадващо шумния и непринуден нощен живот на Капри, той е още по-шокиран от откритието, че брат му е оставил завещание от плът и кръв, Нандо - непокорен 10 годишен син с цигара в уста! Съвсем скоро Нандо се оказва в центъра на битката за попечителство между гостуващия американец и своята леля, чиято мечта е да стане актриса. Дали този романс в Неапол ще завърши с истинска любов...

## В ролите
| Актьор                    | Роля            |
| ------------------------- | --------------- |
| Кларк Гейбъл              | Майкъл Хамилтън |
| София Лорен               | Лучия Курчо     |
| Виторио Де Сика           | Марио Витале    |
| Карло Анджелети (Марието) | Нандо Хамилтън  |
| Паоло Карлини             | Ренцо           |
| Джовани Филидоро          | Дженариело      |
| Клаудио Ермели            | Луиджи          |